# جليزا 876 c
غليس 876 سي (بالإنجليزية: Gliese 876 c)‏ الذي يرمز له بالرمز GJ 876 c، هو كوكب خارج المجموعة الشمسية، في كوكبة الدلو، يتبع غليس 876.

## الاكتشاف
اكتشف في 4 أبريل 2001، وكانت طريقة الاكتشاف دوبلر الطيفي.